# Ulica Miechowska w Krakowie
Ulica Miechowska – ulica w Krakowie, położona w całości w administracyjnej dzielnicy V Krowodrza.

## Historia
Ulica istniała już na początku XX wieku i nazywana była wtedy ulicą Kawiory (podobnie także jak dzisiejsza ulica o tej nazwie, znajdowała się na terenie dawnej osady Kawiory). Obecną nazwę, pochodzącą od miejscowości Miechów, ulica otrzymała w 1912 roku.

## Przebieg
Ulica Miechowska przebiega przez teren obszarów Czarna Wieś i Nowa Wieś Narodowa wchodzących w skład krakowskiej Dzielnicy V Krowodrza na całej swojej długości.
Numeracja budynków rozpoczyna się od północnego wjazdu na ulicę. Ulica rozpoczyna swój bieg od skrzyżowania z ulicą Czarnowiejską, zaś kończy się przy skrzyżowaniu z ulicą Władysława Reymonta. Ulica mierzy około 200 metrów długości.

## Zabudowa
Opracowano na podstawie źródła.
Po zachodniej stronie ulicy:
- ul. Miechowska 7 – dom, zbudowany na przełomie XIX i XX wieku.
- ul. Miechowska 9 – dom, zbudowany około 1920 roku.

Po wschodniej stronie ulicy:
- ul. Miechowska 10 – dom, zbudowany około 1920 roku według projektu Bernarda Birkenfelda.